# Mlynky
Mlynky este o comună slovacă, aflată în districtul Spišská Nová Ves din regiunea Košice. Localitatea se află la altitudinea de 761 m deasupra n.m., se întinde pe o suprafață de 25,05 km2 și în 2017 număra 542 de locuitori.

## Demografie
| An:                | 1994 | 2004    | 2014   | 2024    |
| ------------------ | ---- | ------- | ------ | ------- |
| Număr de persoane: | 675  | 589     | 563    | 497     |
| Diferență:         |      | −12,74% | −4,41% | −11,72% |

| An:                | 2023 | 2024   |
| ------------------ | ---- | ------ |
| Număr de persoane: | 492  | 497    |
| Diferență:         |      | +1,01% |